# Liste des lacs de Belgique
 (mai 2024).